# Colibrí de collar porpra
El colibrí de collar porpra (Myrtis fanny) és una espècie d'ocell de la subfamília dels troquilins (Trochilinae) dins la família dels troquílids (Trochilidae) que habita boscos àrids de les terres baixes i muntanyes fins als 3000 m, del sud-oest i sud-est de l'Equador i oest del Perú. És l'única espècie del gènere Myrtis L. Reichenbach, 1854.